# حسان المولهي
حسان المولهي (بالإنجليزية: Hassene Mouelhi)‏ (مواليد 28 يناير 1993 في تونس) لاعب كرة قدم تونسي يجيد اللعب في خط الهجوم يلعب في شبيبة القيروان.